# Elzalia speculifer
Elzalia speculifer är en rundmaskart som först beskrevs av Timm 1961.  Elzalia speculifer ingår i släktet Elzalia och familjen Monhysteridae. Inga underarter finns listade i Catalogue of Life.